# Drużynowy Puchar Polski w boksie
Drużynowy Puchar Polski w boksie – polskie rozgrywki pucharowe w boksie.

## Triumfatorzy
| Rok  | 1. miejsce       | 2. miejsce       | 3. miejsce   | Źródło |
| ---- | ---------------- | ---------------- | ------------ | ------ |
| 1977 | GKS Jastrzębie   |                  |              |        |
| 1978 | Gwardia Warszawa | GKS Jastrzębie   | Gwardia Łódź | [ 1 ]  |
| 1978 | Legia Warszawa   | Gwardia Warszawa | Gwardia Łódź | [ 2 ]  |